# Set lleis dels fills de Noè
Les Set lleis dels fills de Noè (en hebreu: שבע מצוות בני נח) són segons el judaisme, el nombre de manaments bàsics d'origen diví que van ser lliurats al profeta Noè, els quals han de ser obeïts pels fills de Noè, és a dir per tota la humanitat. Aquests preceptes són citats en el Talmud com un manament positiu relatiu a establir corts de justícia i sis prohibicions en contra de la idolatria, la blasfèmia, l'assassinat, la conducta sexual impròpia, el robatori i el fet de menjar carn d'un animal viu. Les persones que compleixen els set preceptes per a les nacions s'anomenen noahites.
El pacte d'Elohim amb Noè és anterior al lliurament de la Torà al profeta Moisès, tant els hebreus com les altres nacions del món es guiaven sota aquests set preceptes bàsics, els patriarques d'Israel; Abraham, Isaac i Jacob es van regir sota aquestes senzilles normes. El profeta Noè és l'avantpassat de tota la humanitat i el dipositari dels set preceptes universals, la seva descendència ha de seguir aquestes lleis. Noè i la seva família van ser salvats del gran Diluvi, i quan van emergir de l'arca que havien construït, Jehovà va celebrar un nou pacte amb ells i amb tota la humanitat.